# Ahmed El Sheikh
Ahmed Mohamed Sayed Yousef El Sheikh (in arabo أحمد الشيخ‎?; Beni Suef, 9 settembre 1992) è un calciatore egiziano, attaccante dell'Ismaily.

## Caratteristiche tecniche
Esterno d'attacco - in grado anche di giocare da trequartista a supporto della manovra - in possesso di discrete doti tecniche, preciso sui calci piazzati e abile nel servire assist ai compagni di squadra.

## Carriera

### Club
Muove i suoi primi passi nelle giovanili del Telephonat Beni Suef. Esordisce in prima squadra il 29 dicembre 2013 contro l'Ismaily, subentrando al 37' al posto di Ahmed Aboul-Fetouh.
Il 3 agosto 2014 firma un triennale con il Misr Lel Makasa in cambio di 3 milioni di EGP. Il 29 luglio 2015 sottoscrive un quinquennale con l'Al-Ahly. Esordisce con l'Al-Ahly il 10 gennaio 2016 contro l'Al-Mokawloon, subentrando al 34' della ripresa al posto di Ramadan Sobhi.
Complice la presenza in rosa di Sobhi, Said, Zakaria e Soliman, non riesce a ritagliarsi uno spazio da titolare sotto la guida di José Peseiro. Alla ricerca di un maggior minutaggio, il 2 agosto 2016 torna al Misr Lel Makasa tramite la formula del prestito, laureandosi capocannoniere del campionato con 17 reti.
Il 3 gennaio 2018 passa in prestito per sei mesi all'Al-Ettifaq, in Arabia Saudita. Nel 2020 conquista uno storico treble, vincendo il campionato, la coppa nazionale e la CAF Champions League. Il 7 dicembre 2020 passa a parametro zero al Pyramids, firmando un triennale.
Il 10 marzo 2023 viene tesserato dal Příbram, nella seconda divisione ceca.

### Nazionale
Il 20 marzo 2017 viene convocato dal CT Héctor Cúper in vista dell'amichevole contro Togo. Esordisce quindi con la selezione dei Faraoni otto giorni dopo, subentrando nella ripresa al posto di Alexander Jakobsen e segnando una delle tre reti con cui gli egiziani vincono l'incontro.

## Statistiche

### Presenze e reti nei club
Statistiche aggiornate al 21 settembre 2023.
| Stagione               | Squadra                | Campionato             | Campionato | Campionato | Coppe nazionali | Coppe nazionali | Coppe nazionali | Coppe continentali | Coppe continentali | Coppe continentali | Altre coppe | Altre coppe | Altre coppe | Totale | Totale |
| Stagione               | Squadra                | Comp                   | Pres       | Reti       | Comp            | Pres            | Reti            | Comp               | Pres               | Reti               | Comp        | Pres        | Reti        | Pres   | Reti   |
| ---------------------- | ---------------------- | ---------------------- | ---------- | ---------- | --------------- | --------------- | --------------- | ------------------ | ------------------ | ------------------ | ----------- | ----------- | ----------- | ------ | ------ |
| 2013-2014              | Telephonat Beni Suef   | PL                     | 9+1        | 0          | CE              | 0               | 0               | -                  | -                  | -                  | -           | -           | -           | 10     | 0      |
| 2014-2015              | Misr Lel Makasa        | PL                     | 20         | 8          | CE              | 3               | 0               | -                  | -                  | -                  | -           | -           | -           | 23     | 8      |
| 2015-2016              | Al-Ahly                | PL                     | 5          | 0          | CE              | 2               | 2               | CCL                | 1                  | 0                  | SE          | 0           | 0           | 8      | 2      |
| 2016-2017              | Misr Lel Makasa        | PL                     | 27         | 17         | CE              | 1               | 0               | -                  | -                  | -                  | -           | -           | -           | 28     | 17     |
| Totale Misr Lel Makasa | Totale Misr Lel Makasa | Totale Misr Lel Makasa | 47         | 25         |                 | 4               | 0               |                    | -                  | -                  |             | -           | -           | 51     | 25     |
| 2017-gen. 2018         | Al-Ahly                | PL                     | 9          | 2          | CE+CE           | 1+1             | 0               | CCL+ACC+CCL        | 1+1+0              | 0                  | SE          | 0           | 0           | 13     | 2      |
| gen.-giu. 2018         | Al-Ettifaq             | SPL                    | 9          | 1          | KCC             | 1               | 0               | -                  | -                  | -                  | -           | -           | -           | 10     | 1      |
| 2018-2019              | Al-Ahly                | PL                     | 8          | 3          | CE              | 2               | 1               | CCL                | 0                  | 0                  | SE          | 0           | 0           | 10     | 4      |
| 2019-2020              | Al-Ahly                | PL                     | 20         | 4          | CE              | 2               | 1               | CCL                | 9                  | 1                  | SE          | 0           | 0           | 31     | 6      |
| Totale Al-Ahly         | Totale Al-Ahly         | Totale Al-Ahly         | 42         | 9          |                 | 8               | 4               |                    | 12                 | 1                  |             | 0           | 0           | 62     | 14     |
| 2020-2021              | Pyramids               | PL                     | 6          | 1          | CE              | 0               | 0               | CC                 | 0                  | 0                  | -           | -           | -           | 6      | 1      |
| 2021-2022              | Al-Masry               | PL                     | 22         | 2          | CE              | 3               | 1               | CC                 | 2                  | 0                  | -           | -           | -           | 27     | 3      |
| 2022-feb. 2023         | Al-Masry               | PL                     | 11         | 1          | CE              | 0               | 0               | -                  | -                  | -                  | -           | -           | -           | 11     | 1      |
| Totale Al-Masry        | Totale Al-Masry        | Totale Al-Masry        | 33         | 3          |                 | 3               | 1               |                    | 2                  | 0                  |             | -           | -           | 38     | 4      |
| mar.-giu. 2023         | Příbram                | 2L                     | 11+2       | 1          | CC              | -               | -               | -                  | -                  | -                  | -           | -           | -           | 13     | 1      |
| 2023-gen. 2024         | Al-Ittihad Alessandria | PL                     | 1          | 0          | CE              | 0               | 0               | -                  | -                  | -                  | -           | -           | -           | 1      | 0      |
| gen.-giu. 2024         | Ismaily                | PL                     | 0          | 0          | CE              | 0               | 0               | -                  | -                  | -                  | -           | -           | -           | 0      | 0      |
| Totale carriera        | Totale carriera        | Totale carriera        | 161        | 40         |                 | 16              | 5               |                    | 14                 | 1                  |             | 0           | 0           | 191    | 46     |

### Cronologia presenze e reti in nazionale
| Cronologia completa delle presenze e delle reti in nazionale ― Egitto | Cronologia completa delle presenze e delle reti in nazionale ― Egitto | Cronologia completa delle presenze e delle reti in nazionale ― Egitto | Cronologia completa delle presenze e delle reti in nazionale ― Egitto | Cronologia completa delle presenze e delle reti in nazionale ― Egitto | Cronologia completa delle presenze e delle reti in nazionale ― Egitto | Cronologia completa delle presenze e delle reti in nazionale ― Egitto | Cronologia completa delle presenze e delle reti in nazionale ― Egitto |
| Data                                                                  | Città                                                                 | In casa                                                               | Risultato                                                             | Ospiti                                                                | Competizione                                                          | Reti                                                                  | Note                                                                  |
| --------------------------------------------------------------------- | --------------------------------------------------------------------- | --------------------------------------------------------------------- | --------------------------------------------------------------------- | --------------------------------------------------------------------- | --------------------------------------------------------------------- | --------------------------------------------------------------------- | --------------------------------------------------------------------- |
| 28-3-2017                                                             | Alessandria d'Egitto                                                  | Egitto                                                                | 3 – 0                                                                 | Togo                                                                  | Amichevole                                                            | 1                                                                     | 46’                                                                   |
| 13-8-2017                                                             | Alessandria d'Egitto                                                  | Egitto                                                                | 1 – 1                                                                 | Marocco                                                               | Q. Campionato delle Nazioni Africane 2018                             | 1                                                                     |                                                                       |
| 18-8-2017                                                             | Rabat                                                                 | Marocco                                                               | 3 – 1                                                                 | Egitto                                                                | Q. Campionato delle Nazioni Africane 2018                             | -                                                                     | 58’                                                                   |
| Totale                                                                |                                                                       | Presenze                                                              | 3                                                                     |                                                                       | Reti                                                                  | 2                                                                     |                                                                       |

## Palmarès

### Club

#### Competizioni nazionali
- Campionato egiziano: 3

Al-Ahly: 2015-2016, 2018-2019, 2019-2020
- Coppa d'Egitto: 2

Al-Ahly: 2016-2017, 2019-2020
- Supercoppa d'Egitto: 2

Al-Ahly: 2015, 2018

#### Competizioni internazionali
- CAF Champions League: 1

Al-Ahly: 2019-2020

### Individuale
- Capocannoniere del campionato egiziano: 1

2016-2017 (17 gol)
- Egyptian Premier League Player of the Year: 1[4]

2016-2017
- Egyptian Premier League Team of the Year: 1[4]

2016-2017